# Митридат IV (Партия)
Митридат IV е владетел на Партия от династията на Арсакидите. Управлява около 129 – 140 г. в Мидия и източните области на царството.
Митридат IV вероятно е брат на Хосрой I. Около 129 г. Митридат IV се обявява за цар и се бори за трона срещу Вологез III. Това води до продължително разделение на Партското царство.
Митридат IV владее източните области на страната и издава своите монети от Екбатана, столицата на Мидия. За управлението му не е известно почти нищо. Около 140 г. е наследен от неговия син Вологез IV, който обединява Партия под своята власт около 148 г.